# Vespa Cosa

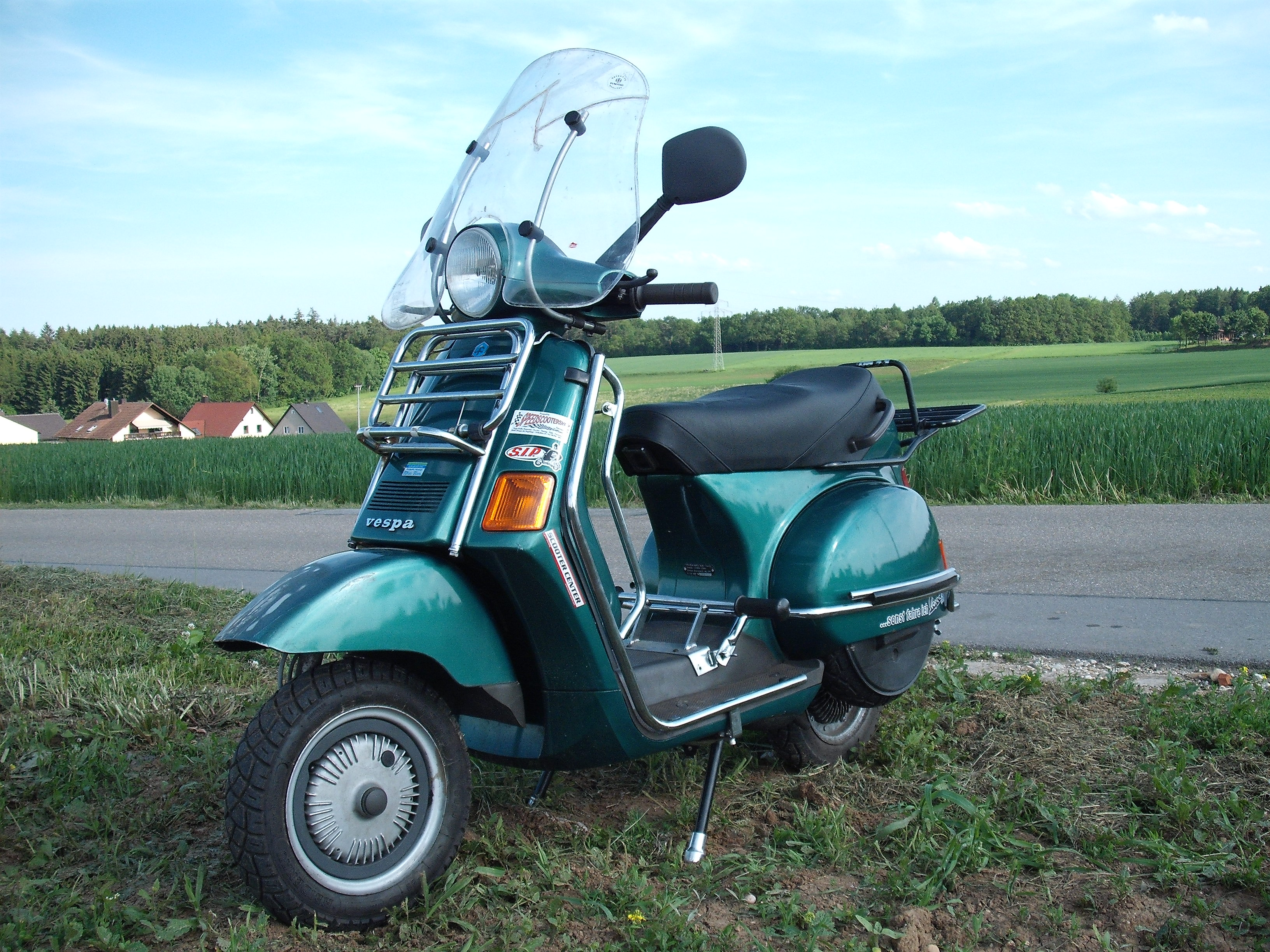
Vespa Cosa 200 der zweiten Generation mit Sturzbügeln, Wetterscheibe und Gepäckträger aus dem Zubehör

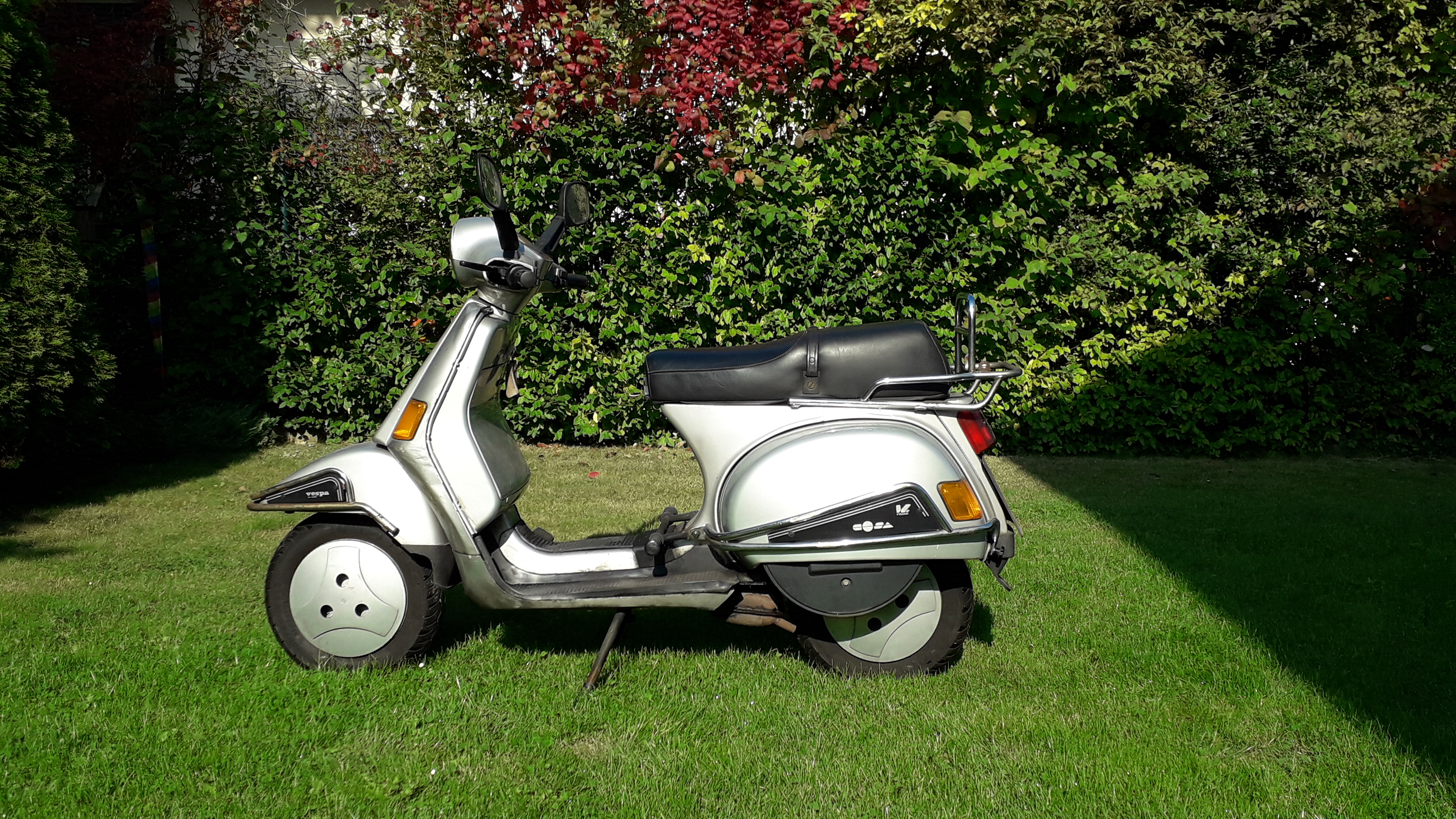
Vespa Cosa 200 GS Elestart, aus der ersten Serie, mit original Vigano Zubehör

Die Vespa Cosa ist ein Motorrollermodell des italienischen Herstellers Piaggio, das von 1988 bis 1998 gebaut wurde.

## Modellgeschichte
Piaggio wollte die technisch veraltete Vespa PX mit einem neuen Modell ablösen und zugleich neue Konzepte einbringen. Man leitete die neue Entwicklung von der PX ab, weil man das klassische Konstruktionsprinzip mit selbsttragender Stahlblechkarosserie und das Vollschwingenfahrwerk beibehalten wollte, es gab jedoch den Plan, einen wassergekühlten Viertaktmotor und ein Automatikgetriebe zu verwenden, was später verworfen wurde. Dennoch wurden von den aufkommenden Automatikrollern einige Ideen in die Vespa Cosa, die man anfangs Vespa R (rinnovata, modernisiert) nennen wollte, übernommen, wie ein Staufach unter der Sitzbank, eine hydraulisch betätigte Integralbremsanlage oder ein optional erhältliches Antiblockiersystem am Vorderrad (EBC). Zudem nahm die Cosa die bei den Nachfolgemodellen Vespa ET und Vespa GTS verwendete Verkleidung von Teilen der Stahlblechkarosserie mit Kunststoff vorweg.
Die Vespa Cosa steht somit in direkter Nachfolge zur Vespa PX und ist die letzte neu entwickelte Vespa mit Schaltgetriebe. Die Vespa PX wurde aber parallel weiter gebaut und wird selbst nach Produktionsende der Vespa Cosa noch produziert.

## Technische Besonderheiten
Zur Serienausstattung der Cosa gehörte immer die Hydraulik-Integralbremse. Durch das Pedal werden die Trommelbremsen beider Räder hydraulisch betätigt. Die Handbremse wirkt, wie bei älteren Vespa-Modellen, über einen Seilzug auf das Vorderrad. Sie ist nur als Notbremse oder Haltebremse zum Anfahren an Steigungen gedacht und nicht als Betriebsbremse vorgesehen.
Gegen Aufpreis war die Cosa zudem mit einem elektronisch gesteuerten Antiblockiersystem am Vorderrad lieferbar, dieses System wurde bei Piaggio EBC (electronic brake control) genannt.
Der Motor der Cosa ist im Wesentlichen eine Weiterentwicklung des Motors der Vespa-PX-Baureihe. Während die inneren Motorkomponenten beider Baureihen weitgehend gleich sind, unterscheiden sich die Motorgehäuse in drei Punkten:

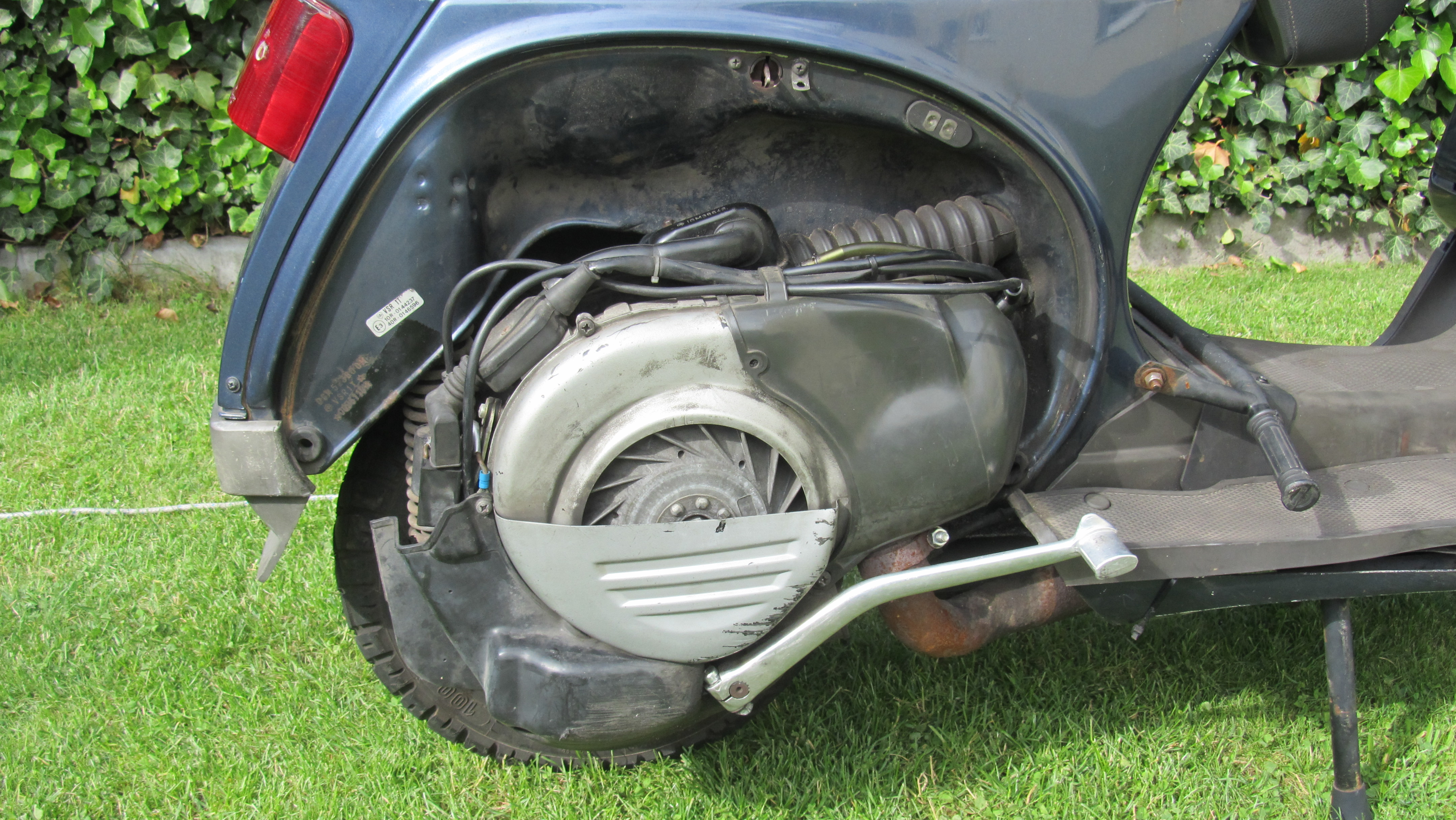

- die Schwingenaufnahme der Cosa ist breiter als die der PX
- die Aufnahme für das hintere Federbein am Motorgehäuse ist anders geformt und platziert, da das hintere Federbein der Cosa länger ist als das der PX
- der Montageplatz für die hintere Bremsankerplatte ist anders gestaltet um den Radbremszylinder der Bremse aufzunehmen

Der Vergaser der Cosa wurde ab Werk stets mit einem elektrischen Benzinhahn und einer Startautomatik versehen. Diese Details waren bei Vespa-Rollern neu, wie auch der elektronische Drehzahlmesser mit Analoganzeige, der in der geänderten Instrumententafel zentral angeordnet wurde. Zuvor wurde nur die Vespa T5 mit einem Drehzahlmesser ausgestattet (anfangs mit Digitalanzeige, spätere Modelle analog).

## Generationen und Varianten
Die Baureihe wird in zwei Generationen unterteilt. Die erste Generation wurde von 1988 bis 1991 gebaut, ab 1992 folgte die zweite Generation die als Cosa 2 oder als Cosa FL (für facelift) bezeichnet wird.
Beide Generationen sind technisch jedoch grundlegend gleich, die Motorvarianten waren in beiden Generationen identisch. Modifiziert wurde die Kupplung, die sich mit weniger Kraft bedienen ließ und das Getriebe war mit einem neuen Seilzug versehen und leichter zu schalten. Ebenso bekamen die Instrumente eine neue Zeichnung. Unterschiede gab es auch beim Schlusslicht, das nun über dem Nummernschild und gleich unterhalb der Sitzbank war, dem Nummernschildträger und der Sitzbank. Die Sitzbank der Cosa 1 hat ein seitliches Schloss und war eher der PX nachempfunden. Die Sitzbank der Cosa FL war dagegen breiter und komfortabler gestaltet und hatte andere Haltegriffe. Das Schloss befindet sich hinten in einem Bereich, der auch noch in Fahrzeugfarbe lackiert wurde.
Alle Varianten verfügen über einen gebläsegekühlten Zweitaktmotor mit drei Überströmkanälen samt Einlassregelung über einen Drehschieber und über eine Ziehkeilschaltung mit vier Gängen, die durch einen Drehschaltgriff am linken Lenkerende betätigt wird.
|                              | Cosa 125                                              | Cosa 150                                              | Cosa 200 1)                                           | Cosa 200                                              |
| ---------------------------- | ----------------------------------------------------- | ----------------------------------------------------- | ----------------------------------------------------- | ----------------------------------------------------- |
| Bauzeit                      | 1988–1998                                             | 1988–1998                                             | 1988–1998                                             | 1988–1998                                             |
| Präfix der Rahmennummer      | VNR1T / VNR2T                                         | VLR1T                                                 | VSR1T                                                 | VSR1T                                                 |
| Motorbauart                  | Zweitaktmotor, drei Überströmkanäle                   | Zweitaktmotor, drei Überströmkanäle                   | Zweitaktmotor, drei Überströmkanäle                   | Zweitaktmotor, drei Überströmkanäle                   |
| Hubraum                      | 123,4 cm³                                             | 150 cm³                                               | 197,97 cm³                                            | 197,97 cm³                                            |
| Bohrung × Hub (mm)           | 52,5 × 57,0                                           | 57,8 × 57,0                                           | 66,5 × 57,0                                           | 66,5 × 57,0                                           |
| max. Leistung (PS) bei 1/min | 5,88 kW (8 PS) 5800                                   | 6,25 kW (8,5 PS) 5700                                 | 7,35 kW (10 PS) 5000                                  | 8,83 kW (12 PS) 6000                                  |
| max. Drehmoment bei 1/min    | 10,5 Nm 4500                                          | 12,75 Nm 4500                                         |                                                       | 14,5 Nm 4500                                          |
| Verdichtung                  | 9,2:1                                                 | 9,2:1                                                 |                                                       | 8,8:1                                                 |
| Getriebe                     | 4-Gang-Handschaltung, Ziehkeilschaltung               | 4-Gang-Handschaltung, Ziehkeilschaltung               | 4-Gang-Handschaltung, Ziehkeilschaltung               | 4-Gang-Handschaltung, Ziehkeilschaltung               |
| Höchstgeschwindigkeit        | 88 km/h                                               | 92 km/h                                               | 95 km/h                                               | 100 km/h                                              |
| 400 Meter, stehend           | 25,3 s                                                | 24,8 s                                                |                                                       | 22,0 s                                                |
| Treibstoff                   | Gemisch 1:50, Getrenntschmierung (keine E10-Freigabe) | Gemisch 1:50, Getrenntschmierung (keine E10-Freigabe) | Gemisch 1:50, Getrenntschmierung (keine E10-Freigabe) | Gemisch 1:50, Getrenntschmierung (keine E10-Freigabe) |
| Tankinhalt                   | 7,7 l                                                 | 7,7 l                                                 | 7,7 l                                                 | 7,7 l                                                 |
| Benzinverbrauch              | 2,4 l/100                                             | 2,5 l/100                                             | 3,0 l/100                                             | 4,0 l/100 (real)                                      |
| Bereifung                    | vorne und hinten: 100/90-10                           | vorne und hinten: 100/90-10                           | vorne und hinten: 100/90-10                           | vorne und hinten: 100/90-10                           |
| Serviceintervalle            | 4.000 km oder jährlich                                | 4.000 km oder jährlich                                | 4.000 km oder jährlich                                | 4.000 km oder jährlich                                |

- 1) In Deutschland wurde die Cosa 200 auch mit 10 PS (Präfix Motornummer VDR1M) angeboten, wodurch sie günstiger zu versichern war. Unterschiedlich sind die Steuerzeiten des Zylinders und die Zündzeitpunkte.